# Bud Luckey
William Everett Luckey, dit Bud Luckey (né le 28 juillet 1934 – mort le 24 février 2018) était un animateur, dessinateur, chanteur, musicien, compositeur et acteur américain. Il est surtout connu pour son travail pour Pixar Animation Studios, où il a travaillé à la création de plusieurs personnages dans des films tels Toy Story, Saute-mouton (qu'il a à peu près entièrement réalisé), Toy Story 2, 1 001 pattes, Monstres et Cie, Le Monde de Nemo, Cars, Les Indestructibles, Ratatouille et Toy Story 3. Luckey interprétait également la voix de l'agent Rick Dicker dans Les Indestructibles, de Rictus le clown dans Toy Story 3 et de Bourriquet dans Winnie l'ourson (2011).

## Biographie
Luckey naît à Billings (Montana) le 28 juillet 1934.